# ケンタッキー・フライド・クルーエルティ.com
ケンタッキー・フライド・クルーエルティ.com (Kentucky Fried Cruelty.com, 1986年4月9日 –) は、アメリカ合衆国の動物保護団体、動物の倫理的扱いを求める人々の会 (People for the Ethical Treatment of Animals, PETA) スタッフの活動家。出生名および現在の本名はクリストファー・ガーネット (Christopher Garnett)。
PETAは1980年に創設された世界最大の動物保護団体であり、極めて過激かつユーモラスな抗議行動で知られている。
PETAスタッフの1人であったクリストファー・ガーネットは、ケンタッキーフライドチキンが動物虐待を行っているとの強い信念から、2006年、自身の名を「ケンタッキー・フライド・クルーエルティ.com」に正式に変更した。同名のウェブサイトkentuckyfriedcruelty.comではPETAによって行われたケンタッキー社への潜入調査の様子を閲覧する事ができる。
2006年、元の名前に再改名。